# Ümit Kurt
Ümit Kurt (* 2. Mai 1991 in Osmaniye) ist ein türkischer Fußballspieler.

## Karriere

### Verein
Kurt begann mit dem Vereinsfußball in der Jugend Osmaniye Akdenizspor und wechselte 2008 in die Jugend von MKE Ankaragücü. Im Sommer 2010 unterschrieb er einen Profi-Vertrag spielte aber eine Saison lang fast ausschließlich für die Reservemannschaft. Sein Debüt als Profispieler machte er am letzten Spieltag gegen Istanbul Büyükşehir Belediyespor.
In der Saison 2011/12 kam Kurt dann regelmäßig für das Profi-Team zum Einsatz, er musste mit Ankaragücü jedoch den Abstieg in die zweite Liga hinnehmen. Zur Rückrunde der Spielzeit 2012/13 wechselte er zurück in die Süper Lig zu Sivasspor. Hier etablierte er sich als Stammspieler und wurde in der Saison 2014/15 gar türkische Nationalspieler. Ende 2015 überwarf er sich mit seinem Cheftrainer Sergen Yalçın und wurde deswegen aus dem Kader suspendiert.
Im Frühjahr 2016 wechselte er innerhalb der Liga zu Çaykur Rizespor. Nachdem Kurt Rizespor im Sommer 2018 verlassen hatte, wechselte er in die zweite Liga zu Boluspor.

### Nationalmannschaft
Kurt wurde im Oktober 2013 das erste Mal für die Zweite Garde der Türkischen Nationalmannschaft, der türkischen A-2-Nationalmannschaft, nominiert und absolvierte bei einer Begegnung gegen die Estnische A2-Auswahl sein Debüt.
Nachdem er bei seinem Verein über längere Zeit zu überzeugen wusste, wurde er im Oktober 2014 im Rahmen zweier Qualifikationsspiele der EM 2016 vom Nationaltrainer Fatih Terim zum ersten Mal in seiner Karriere in das Aufgebot der türkischen Nationalmannschaft nominiert.
Sein A-Länderspieldebüt gab er am 31. März 2015 bei einem Testspiel gegen die Luxemburgische Nationalmannschaft.